# Georg Alpers junior
Georg Alpers jun. (Taufname Georg Ernst Heinrich Alpers; * 12. November 1860 in Hannover; † 20. Februar 1911 in Hannover) war ein deutscher (Hof)-Fotograf, Drucker und Verleger eigener Ansichtskarten im 19. und 20. Jahrhundert in Hannover.

## Leben

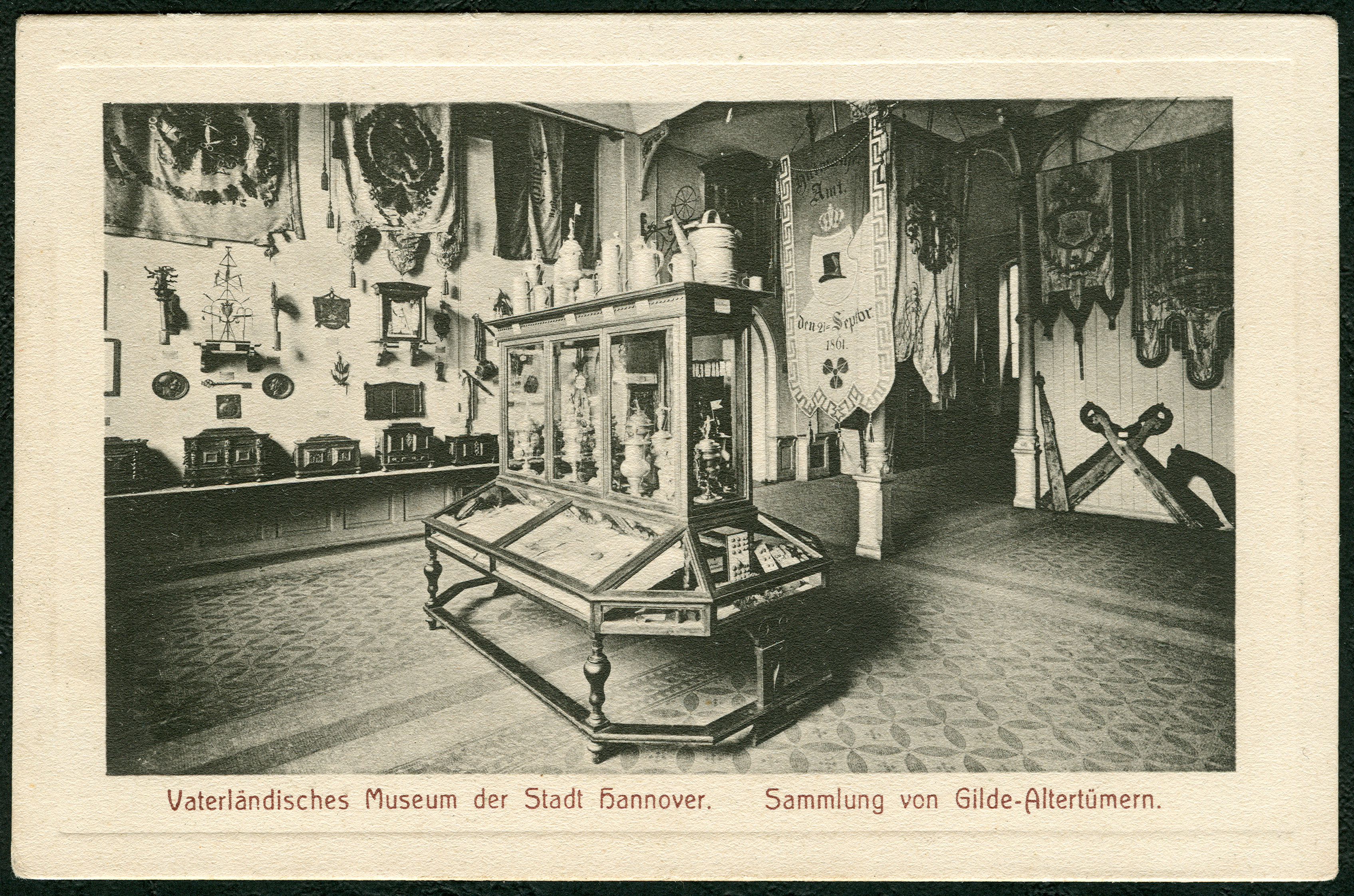
1907: „Vaterländisches Museum der Stadt Hannover. Sammlung von Gilde-Altertümern.“
Ansichtskarte 1, Serie B von Alpers jun.

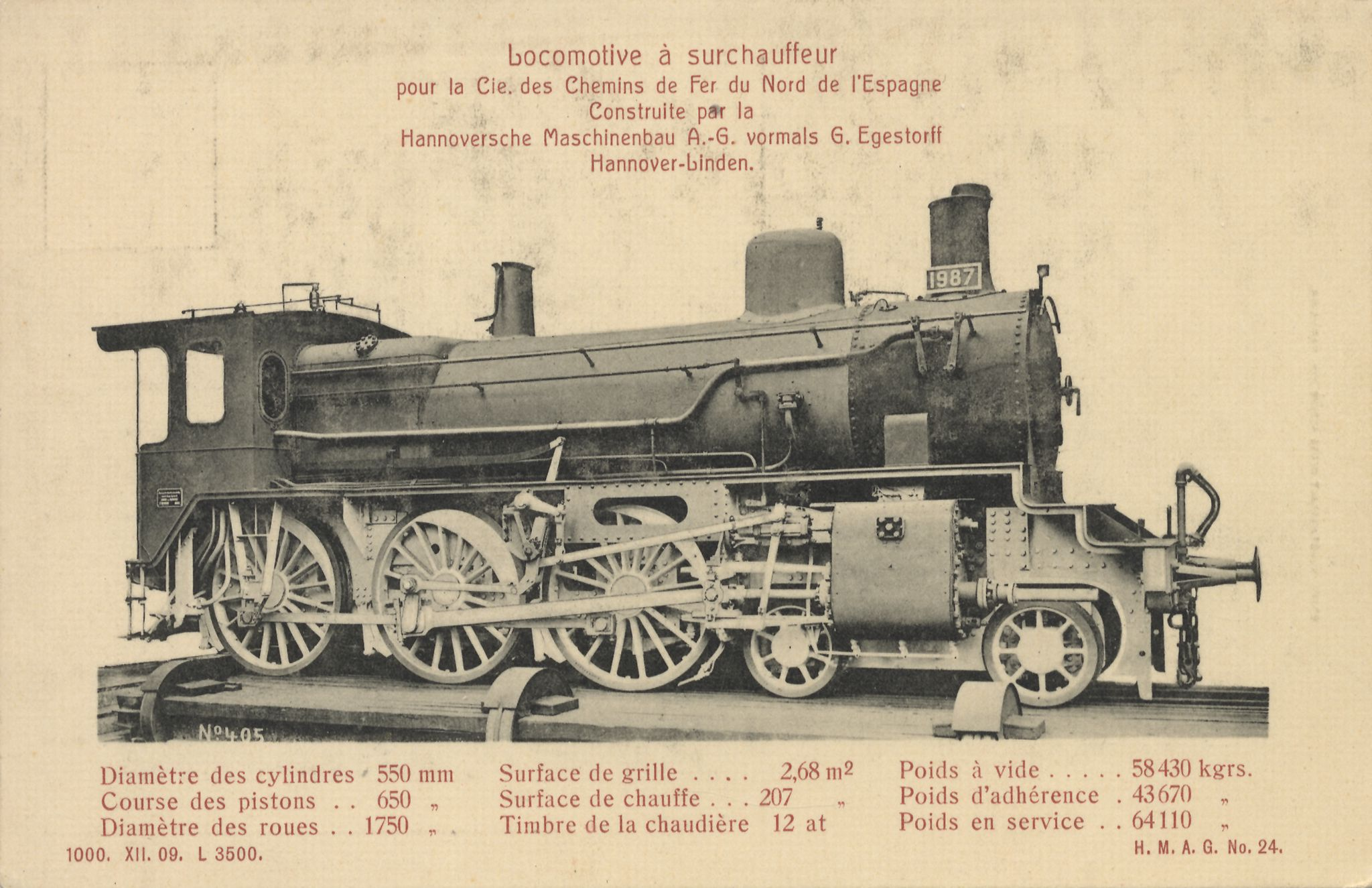
Ansichtskarte einer Lokomotive der Hanomag; Auflage 1.000 Stück, französisch bedruckt im Dezember 1909

Georg Alpers jun. betrieb eine „Kunst Anstalt für Photographie, Lichtdruck, Photolitographie, Autotypie, Zinkätzung“ und bot seinen „Kunst-Verlag“ für verschiedenste fotografische Aufnahmen an.
1888 war Georg Alpers jun. Mitgründer des Photographischen Vereins zu Hannover. Dazu schrieb er 1889 in der Deutschen Photographen-Zeitung: „Als wir vor Jahresfrist beschlossen, hier [in Hannover] einen photographischen Verein zu gründen, verhehlten wir uns nicht die Schwierigkeiten dieses Unternehmens, umsomehr, da bereits in früheren Jahren mehrartige derartige Versuche missglückten, so daß an einem richtigen Zustandekommen … die größten Zweifel herrschten.“
1897 betrieben die „Inhaber: Alpers & Meissner“ ihr „Spezial-Atelier […]“ in der damaligen Heinrichstraße 63. Ab demselben Jahr fertigte Alpers auch Lichtpausen.
Um 1914 hatte Georg Alpers junior den Titel Hoflieferant erworben.

## Werke

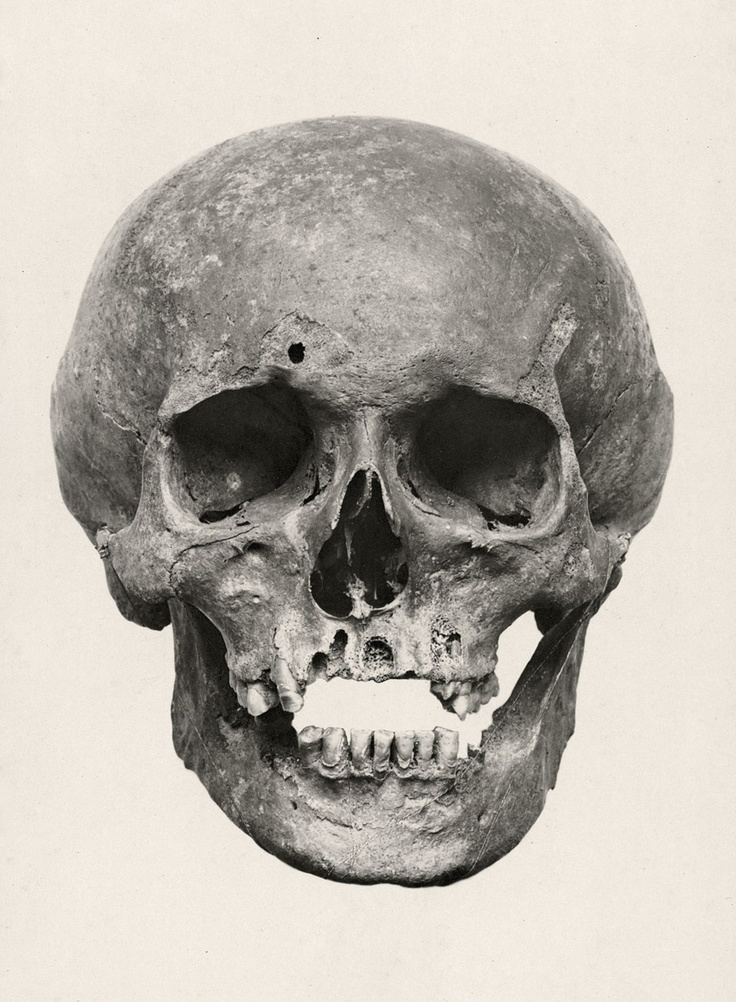
Schädel von Gottfried Wilhelm Leibniz;
diese Fotografie von Alpers junior schenkte Pastor August Kranold nach der Öffnung 1906 der Grablege von Ernst August von Hannover, dem 3. Herzog von Cumberland

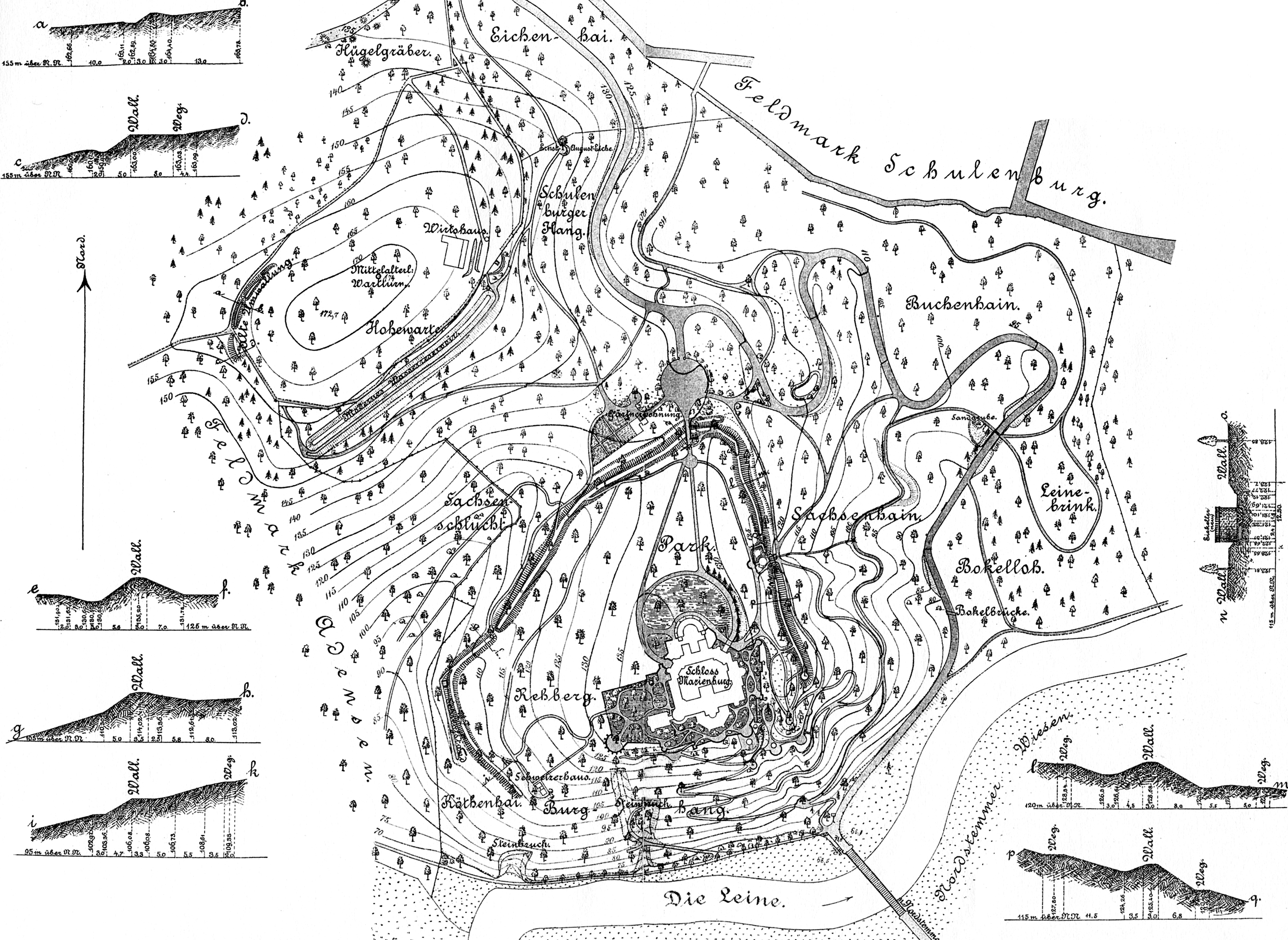
Ringwall der Marienburg bei Nordstemmen
aufgenommen von A. Umlauff, 1895, Fotolithographie von Alpers

Unter einer großen Anzahl der Arbeiten von Georg Alpers jun. sind hervorzuheben:
- insbesondere Fotoansichtskarten von Hannover;[4] sowie
- Lolomotiv-Sammelkarten (Abbildungen Lokomotiven, „gebaut von der Hannoverschen Maschinenbau-Actien-Gesellschaft, vormals Georg Egestorff, Hannover-Linden“; versehen mit einer Reihe technischer Details der Zugmaschinen sowie der Auflage, dem Herstellungsjahr und der Nummer der Karte).[2]
- 2 Fotografien (um 1906) des Schädels von Gottfried Wilhelm Leibniz (Fotografien mit dem  Tintenzusatz: „Der Schädel des Gottfried Wilhelm von Leibniz. Geschenk des Pastors Kranold von der Neustädter Kirche in Hannover im August 1906“).[7]
- 1902 erschien nach einer Fotografie von Alpers ein Stich vom Neubau der Hannoverschen Bank in der Georgstraße in der Illustrirten Zeitung.[8]
- Nach 1906 schuf Alpers gemeinsam mit dem Fotografen Carl Hermann Bartels eine „Sammelmappe mit Fotografien aus den Herrenhäuser Gärten (Victoria-Regia-Haus und Wasserkunst)“, die sich als Teil der Sammlung Königliche Gartenbibliothek Herrenhausen – Grafiken, Pläne und weitere Materialien heute in der Gottfried-Wilhelm-Leibniz-Bibliothek – Niedersächsische Landesbibliothek finden.[9]
- Um 1910 erschien ein Leporello-Heft mit dem Titel Bilder aus Hannover.[10]

## Auszeichnungen
Nach dem Briefkopf von Alpers jun. von 1903 erhielt er folgende Auszeichnungen:
- 1889 in Weimar;[3]
- 1890 in Eisenach, Bremen und Groningen[3], sowie erster Preis in einem Schreibwettbewerb zum Thema „Wie erziehen wir unsere Lehrlinge“ (Seine „Gedanken wurden überall im Reich von Photographen gelesenen Zeitungen veröffentlicht […und] sind auch heute noch lesenswert.“[11][12]);
- 1891 in Dresden;[3]
- 1892 in Wiesbaden;[3]
- 1893 in Hildesheim;[3]
- 1894 in Frankfurt;[3]
- 1895 in Görlitz;[3]
- 1896 in Trier;[3]
- 1897 in Hannover, Frankfurt und Freiburg;[3]
- 1898 in Magdeburg;[3]
- 1899 in Baden-Baden;[3]
- 1900 auf der Weltausstellung in Paris[3], sowie
- 1901 in Hannover mit der goldenen Medaille.[3]